# Върховен касационен съд на Италия
Върховният касационен съд (на италиански: Corte Suprema di Cassazione) е най-висшата съдебна инстанция в Италия. .

## Фунции
За подаването на апел до Върховния съд не е необходимо специално разрешение. Според член 111 от италианската конституция всеки гражданин може да подаде апел до Върховния касационен съд. 